# Гамільтон (мюзикл)
Гамільтон: Американський мюзикл (англ. Hamilton: An American Musical) — бродвейський мюзикл 2015 про Александра Гамільтона, одного з батьків-засновників США. Автора музики та тексту Ліна-Мануеля Міранду надихнула на створення мюзиклу біографія «Александер Гамільтон» 2004 Рона Чернова.
У мюзиклі звучить багато хіп-хопу та R&B, соул, поп-музика, мелодії мюзиклів, ролі батьків-засновників та інших історичних діячів виконують небілі актори. «Це історія про Америку тоді, яку розповідає Америка тепер», каже Міранда.
Отримавши схвальні відгуки та 8 премій Drama Desk після прем'єри в Публічному театрі 17 лютого 2015, Hamilton у серпні перемістився до театра Річарда Роджерса на Бродвеї. Мюзикл швидко набув популярності та фінансового успіху й отримав 11 премій «Тоні», Пулітцерівську премію за найкращу драму та «Гремі» за найкращий альбом музичного театру. 2016 року відкрився в Чикаго, наприкінці 2017 в Лондоні, у 2018 отримав 7 премій Лоуренса Олів'є. У 2017—2019 розпочалися три гастрольних тури Сполученими Штатами, останній з них включав три тижні в Пуерто-Рико з Мірандою в ролі Гамільтона.
Фільм, що є живим записом мюзиклу з оригінальним акторським складом, вийшов на Disney+ 3 липня 2020.

## Синопсис
Двоактний мюзикл зображує життя і кар'єру Александра Гамільтона, сироти-переселенця з карибського острова Невіс.
Перший акт охоплює прибуття Гамільтона до Нью-Йорка 1776 року, його роботу ад'ютантом генерала Джорджа Вашингтона в континентальній армії під час американської революції та його зустріч і одруження з Елайзою Скайлер.
Другий акт охоплює повоєнну роботу Гамільтона на посаді першого секретаря казначейства США, його роман з Марією Рейнольдс, смерть сина Філіпа і, нарешті, його власну смерть на дуелі з Аароном Берром.

## Фільм
Фільм був знятий в театрі Річарда Роджерса в червні 2016 за участі оригінальної бродвейської трупи. Він змонтований з трьох вистав та додатково фільмованих без аудиторії вибраних музичних номерів. Режисер Томас Кейл, продюсери Лін-Мануель Міранда, Томас Кейл та Джеффрі Селлер.